# Manfred Hüniken

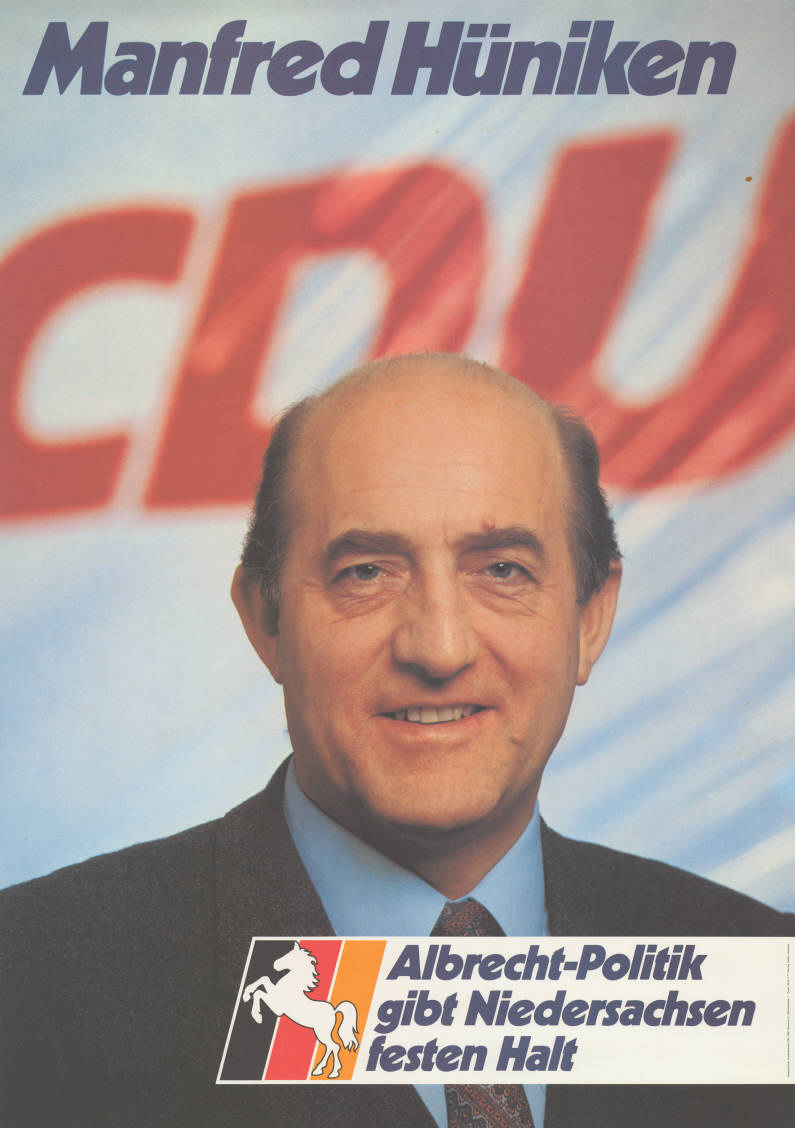
Kandidatenplakat zur Landtagswahl in Niedersachsen 1982

Manfred Hüniken (* 28. Mai 1928 in Kussow, Amt Güstrow, Mecklenburg-Schwerin; † 21. August 2017) war ein deutscher Politiker (CDU) und Abgeordneter des Niedersächsischen Landtages.

## Leben
Hüniken war der Sohn des Gutsbesitzers Georg-Günther Hüniken. Julius Hüniken (1824–1891) war sein Urgroßvater. Er besuchte das Realgymnasium in Güstrow bis zum Notabitur. Nach kurzer Kriegsgefangenschaft begann er eine Landwirtschaftslehre an der landwirtschaftlichen Fachhochschule Osnabrück-Melle. Ab 1950 war er landtechnischer Lehrer bei der DEULA, den Deutschen Lehranstalten für Agrartechnik. 1953 übernahm er den Aufbau der DEULA in Westerstede. 
Er war Mitglied des Verwaltungsrates der Landessparkasse zu Oldenburg. Im Sozialverband VdK war er ab 1994 ehrenamtlich als Kreisverbandsvorsitzender und seit 1998 bis kurz nach seinem 80. Geburtstag 2008 als Landesverbandsvorsitzender tätig.
Hüniken war verheiratet und hatte vier Kinder.

## Politik
Hüniken war von 1967 bis 1986 Vorsitzender des CDU-Kreisverbandes Ammerland und war anschließend dort Ehrenvorsitzender. Er war Mitglied des CDU-Landesvorstandes Oldenburg und Mitglied des Bundesfachausschusses für Wirtschaftspolitik der CDU. 
Seine kommunale Karriere begann er 1961 als Ratsherr in Westerstede. Dort wurde er 1976 Bürgermeister der Stadt. Er ist Ehrenbürger und Ehrenbürgermeister von Westerstede. Seit 1964 gehörte er dem Kreistag des Landkreises Ammerland an, seit 1968 war er Vorsitzender der CDU-Kreistagsfraktion. 
Für den Landtagswahlkreis Ammerland gehörte Hüniken in der 9. und 10. Wahlperiode (vom 21. Juni 1978 bis zum 20. Juni 1986) dem Niedersächsischen Landtag an.

## Quelle
- Barbara Simon: Abgeordnete in Niedersachsen 1946–1994. Biographisches Handbuch. Hrsg. vom Präsidenten des Niedersächsischen Landtages. Niedersächsischer Landtag, Hannover 1996, S. 177.